# Sanso
Sanso is een gemeente (commune) in de regio Sikasso in Mali. De gemeente telt 19.800 inwoners (2009).